# جاك ماكجي
جاك ماكجي (بالإنجليزية: Jack McGee)‏ هو طيار أمريكي، ولد في 1885، وتوفي في 13 يونيو 1918 بسبب غرق.